# Gradsko-kotarska nogometna liga Rijeka 1955./56.
Gradsko-kotarska nogometna liga Rijeka, također i pod nazivima Kotarsko nogometno prvenstvo Rijeke, Riječka zona, Zonska liga Rijeka  je bila liga četvrtog stupnja nogometnog prvenstva Jugoslavije u sezoni 1955./56. 
 
Sudjelovalo je ukupno 12 klubova, a prvak je bio "Borac" iz Bakra. 

## Ljestvica
| mj. | klub                       | ut.                      | pob.                     | ner.                     | por.                     | gol+                     | gol-                     | bod                      |
| --- | -------------------------- | ------------------------ | ------------------------ | ------------------------ | ------------------------ | ------------------------ | ------------------------ | ------------------------ |
| 1.  | Borac Bakar                | 19                       | 16                       | 2                        | 1                        | 62                       | 15                       | 34                       |
| 2.  | Klana                      | 19                       | 14                       | 1                        | 4                        | 47                       | 26                       | 29                       |
| 3.  | Vinodol Novi Vinodolski    | 19                       | 9                        | 5                        | 5                        | 43                       | 29                       | 32                       |
| 4.  | Viktor Lenac Rijeka        | 19                       | 9                        | 4                        | 6                        | 50                       | 29                       | 22                       |
| 5.  | Primorac Šmrika            | 19                       | 6                        | 7                        | 6                        | 36                       | 37                       | 19                       |
| 6.  | Pomorac Kostrena           | 19                       | 9                        | 1                        | 9                        | 37                       | 41                       | 19                       |
| 7.  | Lučki radnik Rijeka        | 19                       | 7                        | 4                        | 8                        | 47                       | 45                       | 18                       |
| 8.  | Primorje Krasica           | 19                       | 5                        | 3                        | 11                       | 44                       | 53                       | 13                       |
| 9.  | Svjetlost Rijeka           | 19                       | 3                        | 2                        | 14                       | 26                       | 68                       | 8                        |
| 10. | Grobničan (Cernik – Čavle) | 19                       | 2                        | 1                        | 16                       | 17                       | 79                       | 5                        |
|     | 3. maj Rijeka              | 10                       | 4                        | 2                        | 4                        | 18                       | 18                       |                          |
|     | Pionir Rijeka              | odustaki početkom sezone | odustaki početkom sezone | odustaki početkom sezone | odustaki početkom sezone | odustaki početkom sezone | odustaki početkom sezone | odustaki početkom sezone |

- "Vinodol" u prvom dijelu igrao pod nazivom "Asfalt"
- "3. maj" odustao u drugom dijelu sezone
- "Pionir" odustao početkom prvenstva

## Rezultatska križaljka
| kratica | klub                               | BOR | GRO | KLA | LUR | POM | PRIA | PRIJ | SVJ | VIKL | VIN | 3MAJ | PIO |
| --- | ---------------------------------- | --- | --- | --- | --- | --- | ---- | ---- | --- | ---- | --- | ---- | --- |
| BOR | Borac Bakar                        |     |     |     |     |     |      |      |     |      |     |      |     |
| GRO | Grobničan (Cernik – Čavle)         |     |     |     |     |     |      |      |     |      |     |      |     |
| KLA | Klana                              |     |     |     |     |     |      |      |     |      |     |      |     |
| LUR | Lučki radnik Rijeka                |     |     |     |     |     |      |      |     |      |     |      |     |
| POM | Pomorac Kostrena                   |     |     |     |     |     |      |      |     |      |     |      |     |
| PRIA | Primorac Šmrika                    |     |     |     |     |     |      |      |     |      |     |      |     |
| PRIJ | Primorje Krasica                   |     |     |     |     |     |      |      |     |      |     |      |     |
| SVJ | Svjetlost Rijeka                   |     |     |     |     |     |      |      |     |      |     |      |     |
| VIKL | Viktor Lenac Rijeka                |     |     |     |     |     |      |      |     |      |     |      |     |
| VIN | Asfalt / Vinodol (Novi Vinodolski) |     |     |     |     |     |      |      |     |      |     |      |     |
| 3MAJ | 3. maj Rijeka                      |     |     |     |     |     |      |      |     |      |     |      |     |
| PIO | Pionir Rijeka                      |     |     |     |     |     |      |      |     |      |     |      |     |
| |                                    |     |     |     |     |     |      |      |     |      |     |      |     |
| podebljan rezultat - utakmice od 1. do 11. kola (1. utakmica između klubova) rezultat normalne debljine - utakmice od 12. do 22. kola (2. utakmica između klubova) rezultat nakošen - nije vidljiv redoslijed odigravanja međusobnih utakmica iz dostupnih izvora rezultat smanjen * - iz dostupnih izvora nije uočljiv domaćin susreta prekrižen rezultat - poništena ili brisana utakmica p - utakmica prekinuta 3:0 p.f. / 0:3 p.f. - rezultat 3:0 bez borbe n.i. - nije igrano |                                    |     |     |     |     |     |      |      |     |      |     |      |     |

 Izvori: